# Elsa Ekman-Eurén
Tekla Elisabeth Maria (Elsa) Ekman-Eurén, född Ekman 28 november 1881 i Uppsala, död 22 december 1973 i Stockholm, var en svensk målare, tecknare och teckningslärare.
Hon var dotter till prästen och skolmannen Fredrik Ekman och Sofia Gustava Svensson samt från 1923 gift med Birger Eurén.
Ekman-Eurén studerade vid Tekniska skolan och Konstakademiens etsningsskola i Stockholm samt för André Lhote i Paris 1921 och under studieresor till bland annat Italien, Tyskland och Frankrike. Hon medverkade i utställningar med Uplands konstförening och Föreningen Svenska Konstnärinnor, bland annat medverkade hon i föreningens utställningar i London och Philadelphia. Hennes konst består av landskapsskildringar i gouache och akvarell, karikatyrteckningar i tusch och blyerts för olika tidningar samt illustrationer för tidskrifter och böcker. Hon illustrerade bland annat H.C. Andersens Näktergalen och Johan Falkbergets Sagofjäll. Vid sidan av sitt eget skapande var hon verksam som teckningslärare vid Katarina folkskola i Stockholm.